# Issé
Pour les articles homonymes, voir Issé (homonymie).
Ne doit pas être confondu avec Isse.
Issé est une commune de l'Ouest de la France, située dans le département de la Loire-Atlantique, en région Pays de la Loire.

## Géographie

### Localisation

Situation de la commune d'Issé dans le département de la Loire-Atlantique.

Issé est située sur les bords du Don à 10 km au sud-est de Châteaubriant.
| Saint-Vincent-des-Landes | Louisfert |                           |
| Treffieux                | Issé      | Moisdon-la-Rivière        |
|                          | Abbaretz  | La Meilleraye-de-Bretagne |

### Voies de communication et transports
La gare d'Issé située sur la ligne de Nantes-Orléans à Châteaubriant rouverte sous la forme d'un tram-train le 28 février 2014 est desservie par 7 aller-retours quotidiens avec la gare de Nantes (trajet en 57 minutes) et avec la gare de Châteaubriant (trajet en 11 minutes).

### Climat
Pour des articles plus généraux, voir Climat des Pays de la Loire et Climat de la Loire-Atlantique.
En 2010, le climat de la commune est de type climat océanique franc, selon une étude du CNRS s'appuyant sur une série de données couvrant la période 1971-2000. En 2020, Météo-France publie une typologie des climats de la France métropolitaine dans laquelle la commune est exposée à un climat océanique et est dans la région climatique Bretagne orientale et méridionale, Pays nantais, Vendée, caractérisée par une faible pluviométrie en été et une bonne insolation.
Pour la période 1971-2000, la température annuelle moyenne est de 11,9 °C, avec une amplitude thermique annuelle de 13,6 °C. Le cumul annuel moyen de précipitations est de 748 mm, avec 12,6 jours de précipitations en janvier et 6,1 jours en juillet. Pour la période 1991-2020, la température moyenne annuelle observée sur la station météorologique de Météo-France la plus proche, sur la commune de Soudan à 17 km à vol d'oiseau, est de 12,2 °C et le cumul annuel moyen de précipitations est de 826,4 mm,. Pour l'avenir, les paramètres climatiques de la commune estimés pour 2050 selon différents scénarios d'émission de gaz à effet de serre sont consultables sur un site dédié publié par Météo-France en novembre 2022.

## Urbanisme

### Typologie
Au 1er janvier 2024, Issé est catégorisée commune rurale à habitat dispersé, selon la nouvelle grille communale de densité à sept niveaux définie par l'Insee en 2022.
Elle est située hors unité urbaine. Par ailleurs la commune fait partie de l'aire d'attraction de Châteaubriant, dont elle est une commune de la couronne,. Cette aire, qui regroupe 20 communes, est catégorisée dans les aires de moins de 50 000 habitants,.

### Occupation des sols
L'occupation des sols de la commune, telle qu'elle ressort de la base de données européenne d’occupation biophysique des sols Corine Land Cover (CLC), est marquée par l'importance des territoires agricoles (92,7 % en 2018), en diminution par rapport à 1990 (95 %). La répartition détaillée en 2018 est la suivante : terres arables (74,1 %), zones agricoles hétérogènes (9,9 %), prairies (8,7 %), forêts (3 %), zones urbanisées (2,5 %), zones industrielles ou commerciales et réseaux de communication (0,9 %), eaux continentales (0,8 %). L'évolution de l'occupation des sols de la commune et de ses infrastructures peut être observée sur les différentes représentations cartographiques du territoire : la carte de Cassini (XVIIIe siècle), la carte d'état-major (1820-1866) et les cartes ou photos aériennes de l'IGN pour la période actuelle (1950 à aujourd'hui).

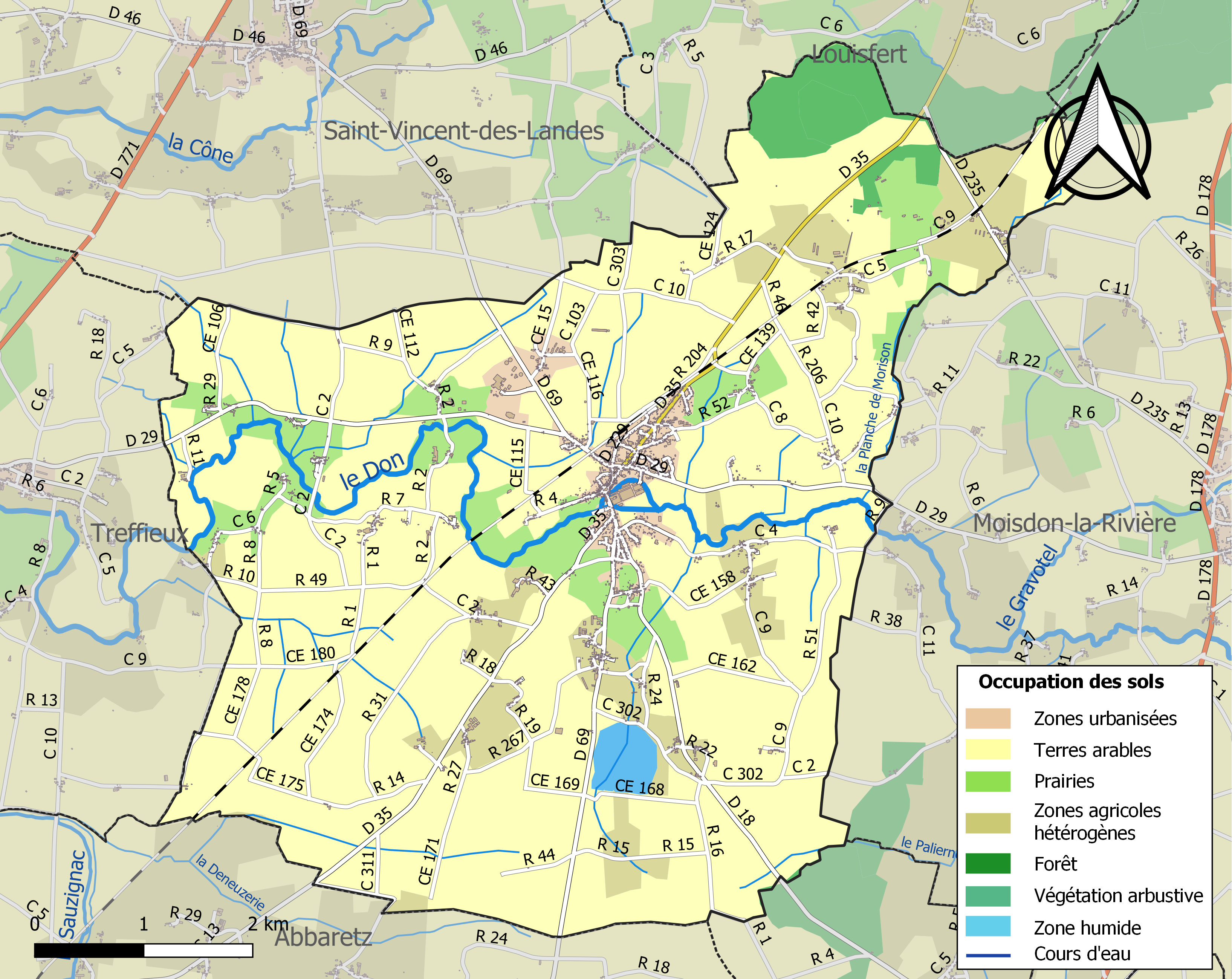
Carte des infrastructures et de l'occupation des sols de la commune en 2018 (CLC).

## Toponymie
La localité est attestée sous la forme latinisée Isiacum dès 1123, Ice au XIIe siècle, Saint Pere de Isse au XVe siècle.
La commune possède un nom en gallo, la langue d'oïl locale : Issë, prononcé [isə] ou [isœ],.

## Histoire

### Antiquité
Des vestiges gallo-romains ont été retrouvés sur le territoire de la commune au lieu-dit Gué-d'Asi.

### Moyen-Âge
La première mention d'un seigneur d'Issé, nommé Brient Le Bœuf, date de 1202. Puis le territoire passe entre les mains des maisons de Rieux, de Montmorency, de Laval et de Condé.

### Temps modernes
Au XVIIe siècle, un haut-fourneau à fondre le fer est en exploitation dans la ferme de Beaumont.

### Révolution française
Le cahier de doléances de la paroisse d'Issé est assez revendicatif. En 1793, la révolte locale contre le pouvoir républicain part d'Issé avant de gagner Moisdon-la-Rivière. La garde nationale mène des combats contre des insurgés menés par « Cœur de roy » pour protéger les forges.

### LeXIXesiècle
Le chemin de fer fait son apparition dans la commune en 1877.

### La minoterie d'Issé
L'histoire d'Issé est particulièrement marquée par celle du site de la minoterie, sur la rive du Don. En 1460 déjà, il est fait mention d'un moulin à cet endroit. Dans la deuxième moitié du XIXe siècle, la famille nantaise Perraud l'achète pour le convertir en minoterie. Auguste Richer en fait à son tour l'acquisition en 1897, et la revend trois ans plus tard à Camille Jouzel, qui transforme le site en laiterie-beurrerie, une usine employant jusqu'à 150 personnes et dotée d'une organisation interne, de locaux et d'un outillage modernes. La production de beurre permet de fournir des clients à Paris, dans les départements du Nord et en Angleterre. En 1906, l'entreprise intègre la Société Anonyme de la Nantes butter and Refrigerating Company Limited dont le siège social est à Londres. L'usine, détruite en 1910, est reconstruite en 1911. Pourtant, en 1913, la laiterie est vendue à Marie Rochard Devin, qui est tanneur à Nantes. L'usine est transformée en tannerie employant 120 personnes. En 1922, un groupe d'industriels parisiens achètent l'usine. Puis c'est la société Salpa qui la rachète en 1934. Le site est alors consacré à la production de synderme destiné à la fabrication de galoches à semelle de bois. L'activité évolue encore lorsqu'en 1954, l'usine désormais appelée Atlas se spécialise dans la fabrication d'emballages en matières plastiques. Elle compte plus de 600 salariés quand, en 1974, la société Hutchison-Mapa en fait l'acquisition. Mais l'activité périclite. En 1978, les élus locaux doivent tenter de s'opposer au projet d'un plan de licenciement de 211 employés. L'usine ferme définitivement ses portes en septembre 2006.

### LeXXesiècle

#### L'après Seconde Guerre mondiale
Le frère Girard, frère de Saint-Gabriel, fît au moins 16 victimes d'abus sexuel entre 1965 et 1968 à l'école de garçons Saint-Louis d'Issé. Ce n'est que plus de 50 ans après les faits que la parole des victimes se libéra ; une journée de reconnaissance a été organisée le 12 mai 2023 au siège de la congrégation des Frères de Saint-Gabriel à Saint-Laurent-sur-Sèvre.
Certaines de ces victimes ont été reçues par le pape François le 28 novembre 2023 ; celui-ci leur a demandé pardon.

### LeXXIesiècle
En novembre 2012, une unité de méthanisation est inaugurée juste à côté de l'usine de coproduits animaux, au nord-ouest du bourg, qui occupe le site de l'ancien abattoir inauguré en 1895. Cette ouverture signe la renaissance de la commune, qui devrait se concrétiser avec la réouverture en février 2014 de la ligne de Nantes-Orléans à Châteaubriant sous la forme d'un tram-train et mise en service d'une nouvelle gare sur le site de l'ancien bâtiment voyageur qui a été démoli.

## Politique et administration
| Période                                  | Période   | Identité          | Étiquette | Qualité                                                            |
| ---------------------------------------- | --------- | ----------------- | --------- | ------------------------------------------------------------------ |
| Les données manquantes sont à compléter. |           |                   |           |                                                                    |
| mars 1983                                | mars 2001 | Armand Bouchet,   | DVG       | Agriculteur Conseiller général de Moisdon-la-Rivière (1994 → 2001) |
| mars 2001                                | mars 2008 | Marcelle Durand   | DVG       | Retraitée                                                          |
| mars 2008                                | mai 2020  | Michel Boisseau,  | DVG       | Retraité                                                           |
| mai 2020                                 | En cours  | Jean-Marc Lalloué |           | Agriculteur                                                        |

## Population et société

### Démographie
Selon le classement établi par l'Insee, Issé est une commune multipolarisée. Elle fait partie de la zone d'emploi et du bassin de vie de Châteaubriant. Elle n'est intégrée dans aucune unité urbaine. Toujours selon l'Insee, en 2010, la répartition de la population sur le territoire de la commune était considérée comme « peu dense » : 92 % des habitants résidaient dans des zones « peu denses »  et 8 % dans des zones « très peu denses ».

#### Évolution démographique
L'évolution du nombre d'habitants est connue à travers les recensements de la population effectués dans la commune depuis 1793. Pour les communes de moins de 10 000 habitants, une enquête de recensement portant sur toute la population est réalisée tous les cinq ans, les populations de référence des années intermédiaires étant quant à elles estimées par interpolation ou extrapolation. Pour la commune, le premier recensement exhaustif entrant dans le cadre du nouveau dispositif a été réalisé en 2008.

En 2022, la commune comptait 1 825 habitants, en évolution de −1,51 % par rapport à 2016 (Loire-Atlantique : +6,68 %, France hors Mayotte : +2,11 %).
| 1793  | 1800  | 1806  | 1821  | 1831  | 1836  | 1841  | 1846  | 1851  |
| ----- | ----- | ----- | ----- | ----- | ----- | ----- | ----- | ----- |
| 1 225 | 1 207 | 1 066 | 1 446 | 1 602 | 1 470 | 1 551 | 1 632 | 1 725 |

| 1856  | 1861  | 1866  | 1872  | 1876  | 1881  | 1886  | 1891  | 1896  |
| ----- | ----- | ----- | ----- | ----- | ----- | ----- | ----- | ----- |
| 1 767 | 1 800 | 1 888 | 1 904 | 2 123 | 2 220 | 2 410 | 2 527 | 2 463 |

| 1901  | 1906  | 1911  | 1921  | 1926  | 1931  | 1936  | 1946  | 1954  |
| ----- | ----- | ----- | ----- | ----- | ----- | ----- | ----- | ----- |
| 2 382 | 2 373 | 2 126 | 1 920 | 1 768 | 1 722 | 1 652 | 1 762 | 1 760 |

| 1962  | 1968  | 1975  | 1982  | 1990  | 1999  | 2006  | 2008  | 2013  |
| ----- | ----- | ----- | ----- | ----- | ----- | ----- | ----- | ----- |
| 1 892 | 1 898 | 1 909 | 1 896 | 1 821 | 1 776 | 1 809 | 1 821 | 1 855 |

| 2018  | 2022  | - | - | - | - | - | - | - |
| ----- | ----- | - | - | - | - | - | - | - |
| 1 814 | 1 825 | - | - | - | - | - | - | - |

#### Pyramide des âges
La population de la commune est relativement jeune.
En 2018, le taux de personnes d'un âge inférieur à 30 ans s'élève à 32,5 %, soit en dessous de la moyenne départementale (37,3 %). À l'inverse, le taux de personnes d'âge supérieur à 60 ans est de 29,0 % la même année, alors qu'il est de 23,8 % au niveau départemental.
En 2018, la commune comptait 895 hommes pour 919 femmes, soit un taux de 50,66 % de femmes, légèrement inférieur au taux départemental (51,42 %).
Les pyramides des âges de la commune et du département s'établissent comme suit.
| Hommes | Classe d’âge | Femmes |
| ------ | ------------ | ------ |
| 0,8    | 90 ou +      | 2,3    |
| 7,5    | 75-89 ans    | 11,8   |
| 18,5   | 60-74 ans    | 17,1   |
| 22,2   | 45-59 ans    | 20,3   |
| 17,2   | 30-44 ans    | 17,2   |
| 15,6   | 15-29 ans    | 12,2   |
| 18,1   | 0-14 ans     | 19,2   |

| Hommes | Classe d’âge | Femmes |
| ------ | ------------ | ------ |
| 0,6    | 90 ou +      | 1,8    |
| 6      | 75-89 ans    | 8,6    |
| 15,1   | 60-74 ans    | 16,4   |
| 19,4   | 45-59 ans    | 18,8   |
| 20,1   | 30-44 ans    | 19,3   |
| 19,2   | 15-29 ans    | 17,4   |
| 19,5   | 0-14 ans     | 17,6   |

## Culture et patrimoine

### Lieux et monuments

#### Château de Gâtine
La famille Defermon achète en 1777 une vieille terre noble, un territoire ayant abrité une villa gallo-romaine. Plus tard, Raoul Ginoux de Fermon confie à l'architecte nantais Émile Libaudière le soin de dresser les plans d'un nouveau château, bâti à la fin du XIXe siècle en remplacement d'un manoir. Le conseil général de la Loire-Inférieure devient locataire des bâtiments à partir en 1940, pour y héberger une maternité pour filles-mères, mais les événements de la Seconde Guerre mondiale contraignent les autorités à les transformer en centre d'accueil pour des femmes réfugiées.
Après la guerre, la maison maternelle d'Issé reprend son activité. Elle peut accueillir jusqu'à 38 mères et 20 enfants. En 1977, la famille Defermon vend la propriété à M. Sauvager, et la maison maternelle ferme.
Le château est construit dans un style néo-gothique. Il présente des tourelles, des pinacles, des gables, des vitraux, des baies jumelées et trilobées. Construit en pierre meulière, il s'élève sur trois niveaux. La façade nord est agrémentée d'une grande ouverture en arc brisé. La toiture est en ardoise.

#### Haras de Gâtine

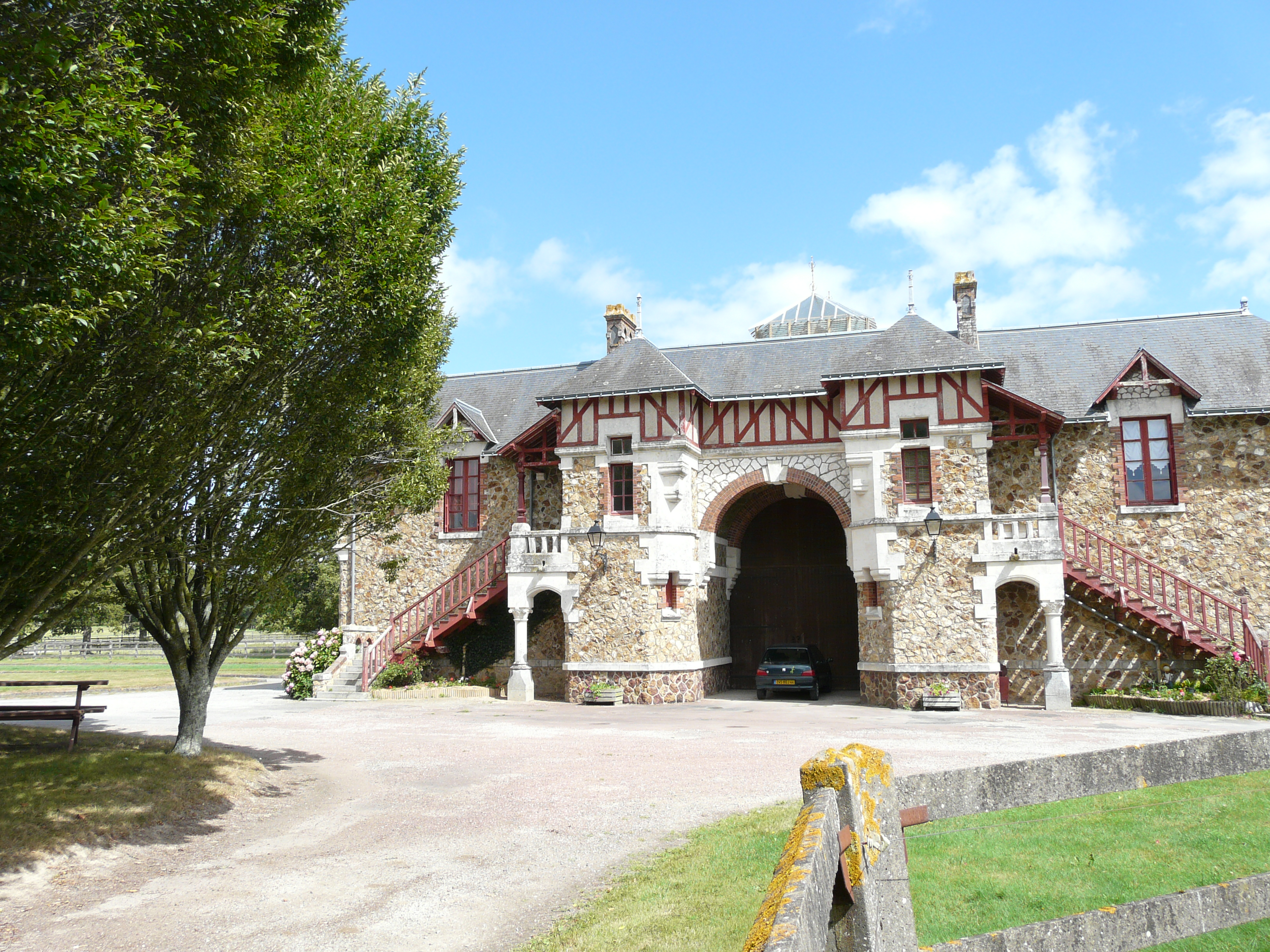
Haras de Gâtine.

Ces haras sont liés au château de Gâtine. C'est une nouvelle fois à Émile Libaudière que Raoul Ginoux de Fermon en confie la conception. Ils sont construits en 1903, sur les plans de l'architecte nantais Émile Libaudière. En 1988, le propriétaire du château, M. Sauvager, cède les bâtiments à la ville de Châteaubriant. Ils accueillent alors les haras nationaux de La Roche-sur-Yon. En 2013, ils sont acquis par un particulier.
L'architecture rappelle celle des maisons de villégiature de la fin du XIXe siècle. La porte monumentale est située entre deux appartements, situés au premier étage, auxquels on accède par un escalier à deux volets en pierre et bois. Elle mène à un hall hexagonal qui est couvert par une verrière et qui permet d'accéder à 15 boxes, une sellerie et des granges à fourrage. 

#### Autres lieux

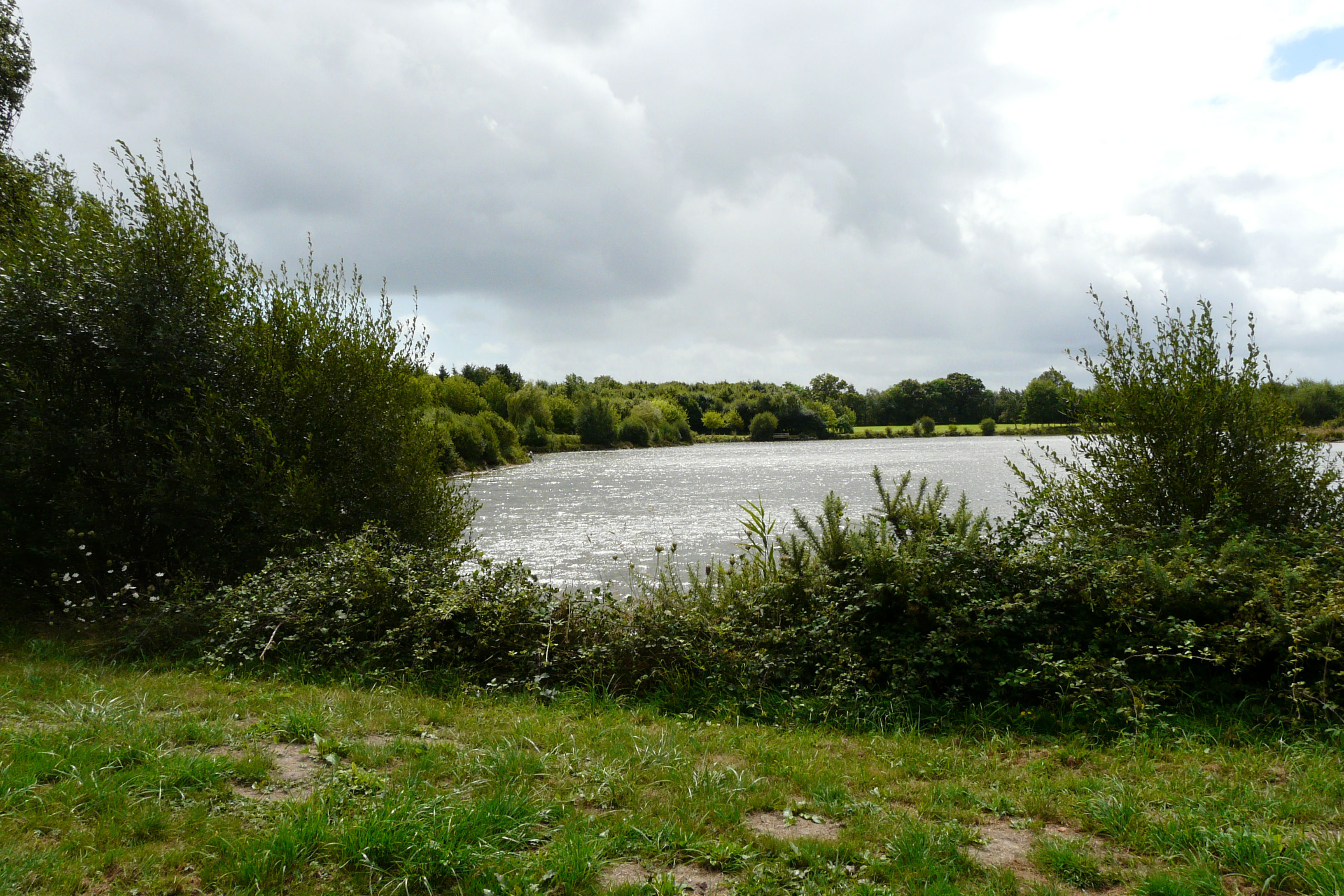
L'étang de Beaumont.

- L'étang de Beaumont est un plan d'eau artificiel, classé ZNIEFF continentale de type 2. Il couvre 29,72 ha. C'est un site qui accueille la faune aviaire migratoire. 90 % de sa surface est constituée d'eau, 6 % de végétation de rives et 4 % de végétation aquatique. Tout autour s'étend une zone de bocage. La pêche y est autorisée[36].

- Moulin du Frétay

### Personnalités liées à la commune
- Xavier Eluère (1897-1967), boxeur français, médaillé de bronze aux Jeux olympiques d'été de 1920, est natif de la commune.
- Alexandre Fourny (1898-1941), avocat et résistant, est natif de la commune.
- Alfred Dunet (1889-1939), peintre, y est mort.

### Héraldique
| Blason | Blasonnement : De gueules au bœuf d'or, la queue passée entre les pattes, relevée et fourchue. Commentaires : Blason de la famille Le Bœuf, dont Brient Le Bœuf est attesté seigneur de Fougeray, Jans, Nozay et Issé au XIIe siècle. |